# トマス・クベリ
トマス・クベリ（Tomas Cubelli、1989年6月12日 - ）は、トップ14ビアリッツ・オランピックに所属するラグビー選手。

## プロフィール
- アルゼンチン・ブエノスアイレス出身。
- ポジションはスクラムハーフ(SH)。
- 身長 177cm、体重 80kg
- アルゼンチン代表キャップは76（2021年2月現在）でラグビーワールドカップ2015・ラグビーワールドカップ2019のアルゼンチン代表に選ばれた[2]。
- バーバリアンズに選ばれたことがある[3]。
- 「Cubelli」の発音はスペイン語でも英語でも「クベリ」[4][5]。

## 略歴
パンパスXV、ブランビーズを経て、2018年、ハグアレスに加入。
2021年、フォースに加入。 同年7月、ビアリッツ・オランピックに加入。 